# Huracan
|  | Aquest article tracta sobre el déu maia. Vegeu-ne altres significats a «Huracan (desambiguació)». |

En la mitologia maia, Huracan ('d'una cama') era el déu del vent, les tempestes i el foc i un dels creadors que van participar en els tres intents de crear la humanitat. Sovint conegut com U Kʼux Kaj, el "Cor del Cel", és un déu maia Quitxé del vent, la tempesta, el foc i una de les deïtats creadores que va participar en els tres intents de creació de la humanitat.
També va provocar el Diluvi Universal després que la segona generació d'humans va enfadar els déus. Suposadament, vivia entre les boires de vent sobre les aigües de la inundació i invocava repetidament la "terra" fins que la terra va sortir dels mars.
També és conegut com "Una cama", suggerint el déu K de la iconografia maia postclàssica i clàssica, una deïtat del llamp amb una cama humana, i una cama amb forma de serp amb un morro com el d'un animal i un nas llarg i un objecte amb fum, com ara una torxa o un cap de destral. El Déu K es coneix comunament com Bolon Tzacab i Kʼawiil o Kauil. El nom pot derivar en última instància d'huracan, una paraula de la Llengua kali'na, i la font de les paraules huracà i orcan (tempesta profunda europea).
Les divinitats relacionades són Tohila la mitologia kʼiche, Bolon Tzacaba la mitologia Yukatek, Cocijo a la mitologia zapoteca i Tezcatlipōca a la mitologia asteca.